# Kółko (znak)
Kółko – znak diakrytyczny stosowany w językach:
- czeskim nad literą u:  ů, oznacza wtedy wydłużenie głoski [uː], litera ů odpowiada do pewnego stopnia polskiemu ó,
- duńskim, norweskim, szwedzkim, gdzie litera å oznacza [ɔ] lub [oː]. W językach skandynawskich kółka nad å nie uważa się za znak diakrytyczny, a literę postrzega się jako ligaturę złożoną z a i o[1].

## TeXi LaTeX
W LaTeX-u można uzyskać litery z kółkiem w następujący sposób:
- tryb tekstowy: \r a daje å
- tryb matematyczny \mathring a daje å

W Unikodzie znak diakrytyczny kółko występuje w wersjach:
| Znak | Unicode | Kod HTML            | Nazwa unikodowa          | Nazwa polska             |
| ---- | ------- | ------------------- | ------------------------ | ------------------------ |
| °    | U+00B0  | &#xB0; lub &#176;   | RING                     | kółko                    |
| ˚    | U+02DA  | &#x02DA; lub &#730; | RING ABOVE               | kółko górne              |
| ˳    | U+02F3  | &#x2F3; lub &#755;  | MODIFIER LETTER LOW RING | kółko dolne modyfikujące |
| ̊     | U+030A  | &#x030A; lub &#778; | COMBINING RING ABOVE     | kółko dostawne górne     |
| ̥     | U+0325  | &#x0325; lub &#805; | COMBINING RING BELOW     | kółko dostawne dolne     |